# Стадіон імені Флоріана Кригера
Стадіон імені Флоріана Кригера (пол. «Stadion Miejski imienia Floriana Krygiera») — багатофункціональний стадіон у місті Щецин, Польща, домашня арена ФК «Погонь».

## Історія
Стадіон відкритий у 1925 році місткістю 15 000 глядачів на місці футбольного поля, яке функціонувало тут ще з 1914 року. Протягом Другої світової війни арена використовувалася у військових цілях. У 1949 році арену було відбудовано. 1955 року встановлено штучне освітлення. У 1995 році стадіон став першим у Польщі, де глядацькі місця на трибунах 100 % складалися виключно з окремих крісел. 2001 року було побудовано нові трибуни та модернізовано систему освітлення. У 2003 році над трибунами споруджено дах. 2004 року арені присвоєно ім'я Флоріана Кригера, польського футбольного тренера та громадського діяча, одно зі співзасновників «Погоні». У 2006 році було встановлено системи підігріву поля та відеомоніторингу, контролю та безпеки. 2007 року на стадіоні встановлено сучасний відеоекран з параметрами 6×3 м. До 2007 року арена була найбільшою зі стадіонів, на яких проходили матчі Першої ліги. У 2009 році реконструйовано підтрибунні приміщення із тунелем виходу на поле. 2010 року побудовано окрему ложу для VIP-гостей та преси. Місткість арени досягла 21 163 глядачів.
У 2015 році було оголошено про план побудови нового муніципального стадіону, який був трансформований у план капітальної реконструкції стадіону імені Флоріана Кригера. Однак проєкт так і не було приведено до реалізації.